# Handler Ridge
Handler Ridge är en bergstopp i Antarktis. Den ligger i Östantarktis. Nya Zeeland gör anspråk på området. Toppen på Handler Ridge är 2 209 meter över havet, eller 240 meter över den omgivande terrängen. Bredden vid basen är 2,3 km.
Terrängen runt Handler Ridge är bergig åt nordväst, men åt sydost är den kuperad. Trakten är obefolkad. Det finns inga samhällen i närheten. 